# RheinEnergieStadion

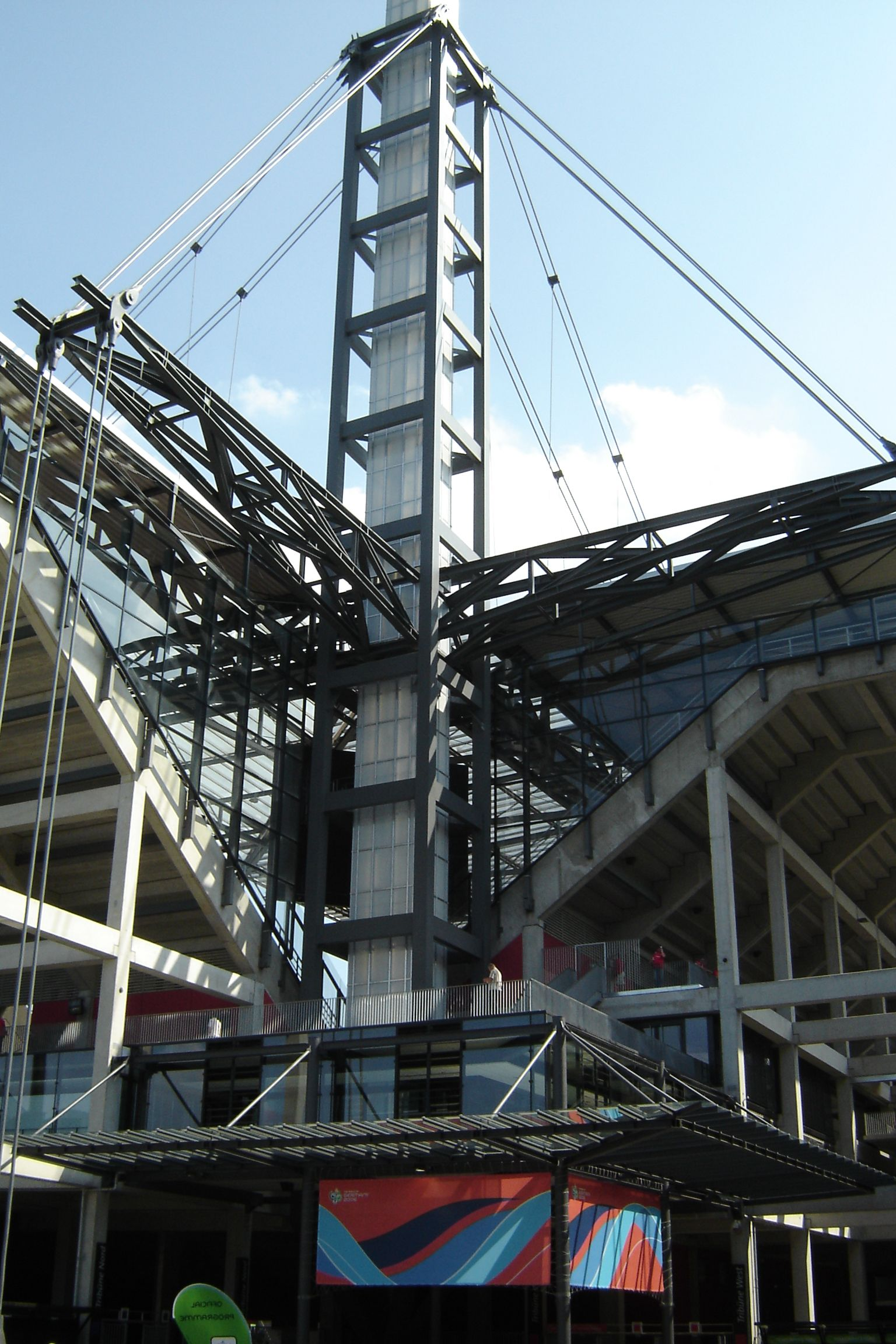
Jeden ze 4 dominantních sloupů na stadionu

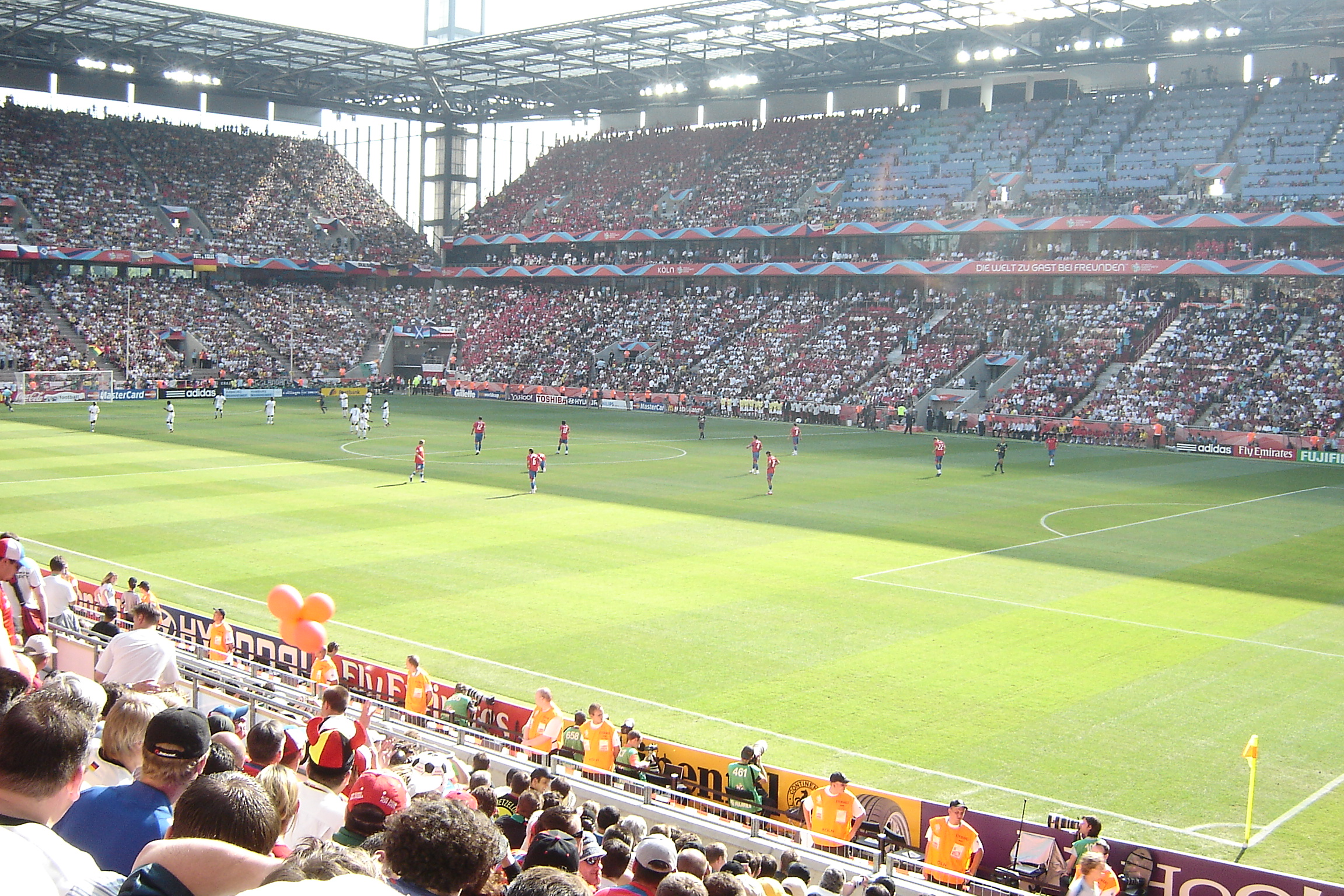
Vnitřek stadionu

RheinEnergieStadion (dříve Müngersdorfer Stadion) je fotbalový stadion v Kolíně nad Rýnem (Aachener Str. 999) v Německu, ve spolkové zemi Severní Porýní-Vestfálsko.

## Historie a popis
V roce 1923 byl v místech bývalé vojenské pevnosti, která musela být po první světové válce zlikvidována, postaven a 16. září 1923 zprovozněn Müngersdorfský stadion s kapacitou 80 000 míst. Během první rekonstrukce v letech 1974–1975 byl kompletně zastřešen (jako první v Německu), ale kvůli průtahům s rekonstrukcí přišlo město o pořádání MS 1974. Při druhé rekonstrukci v období prosinec 2001 – červenec 2004 (náklady 119 500 000 €) byla za plného provozu stržena a poté znovu postavena jedna ze čtyř tribun.
V roce 2006 se tu odehrálo několik utkání Mistrovství světa ve fotbale 2006.
V roce 2024 se tu odehrálo několik utkání Mistrovství Evropy ve fotbale 2024. 
V současnosti je RheinEnergieStadion domovem fotbalového celku 1. FC Köln.
Celková kapacita stadionu je 50 000 diváků, z toho je počet míst k sezení 41 206, počet zastřešených míst k sezení 41 206, počet míst k stání 9 168 a počet zastřešených míst k stání je 9 168. Kapacita stadionu pro mezinárodní zápasy je 40 590 diváků.

### Zajímavosti
- Na stadionu se hraje kromě fotbalu i americký fotbal. Kolín nad Rýnem zde reprezentuje tým Cologne Centurions, který hraje evropskou obdobu americké NFL.
- V roce 2005 ocenil Mezinárodní olympijský výbor kolínský RheinEnergieStadion bronzovou medailí v celosvětové soutěži, do které bylo přihlášeno 93 stadionů a sportovišť ve 25 zemích světa.
- Na stadionu se konají i koncerty, kterých se může zúčastnit 35 600 až 60 000 diváků.

### Utkání na MS 2006
| datum      | zápas č. | kolo       | domácí         | hosté       | skóre        |
| ---------- | -------- | ---------- | -------------- | ----------- | ------------ |
| 11. června | 11       | skupina D  | Angola         | Portugalsko | 0:1 (0:1)    |
| 17. června | 20       | skupina E  | Česko          | Ghana       | 0:2 (0:1)    |
| 20. června | 33       | skupina B  | Švédsko        | Anglie      | 2:2 (0:1)    |
| 23. června | 48       | skupina H  | Saúdská Arábie | Španělsko   | 0:1 (0:1)    |
| 30. června | 57       | Osmifinále | Švýcarsko      | Ukrajina    | 0:0 (0:3 p.) |